# Championnat d'Irlande de football 1963-1964
Navigation
Édition précédente Édition suivante
Le Championnat d'Irlande de football en 1963-1964. Shamrock Rovers gagne le championnat.
Retour à un championnat réunissant 12 clubs avec l’apparition de Drogheda (cette ville est représentée pour la première fois dans le championnat) et la réadmission de Sligo Rovers.

## Les 12 clubs participants
- Bohemian Football Club
- Cork Celtic Football Club
- Cork Hibernians Football Club
- Drogheda United Football Club
- Drumcondra Football Club
- Dundalk Football Club
- Limerick Football Club
- St. Patrick's Athletic Football Club
- Shamrock Rovers Football Club
- Shelbourne Football Club
- Sligo Rovers Football Club
- Waterford United Football Club

## Classement
| Place | Club                      | Points | Victoires | Nuls | Défaites | Buts pour | Buts contre | Différence |
| ----- | ------------------------- | ------ | --------- | ---- | -------- | --------- | ----------- | ---------- |
| 1er   | Shamrock Rovers           | 35     | 14        | 7    | 1        | 68        | 27          | +41        |
| 2e    | Dundalk FC                | 30     | 12        | 6    | 4        | 49        | 27          | +22        |
| 3e    | Limerick FC               | 30     | 12        | 6    | 4        | 46        | 32          | +14        |
| 4e    | Cork Celtic FC            | 26     | 9         | 8    | 5        | 49        | 36          | +16        |
| 5e    | St. Patrick's Athletic FC | 25     | 8         | 9    | 5        | 41        | 29          | +12        |
| 6e    | Cork Hibernians           | 25     | 9         | 7    | 6        | 38        | 31          | +7         |
| 7e    | Shelbourne FC             | 21     | 8         | 5    | 9        | 46        | 42          | +4         |
| 8e    | Drumcondra FC             | 21     | 9         | 3    | 10       | 31        | 38          | -7         |
| 9e    | Sligo Rovers*             | 17     | 6         | 7    | 9        | 30        | 53          | -23        |
| 10e   | Drogheda United           | 16     | 5         | 6    | 11       | 31        | 44          | -13        |
| 11e   | Waterford United          | 9      | 4         | 1    | 17       | 27        | 64          | -37        |
| 12e   | Bohemians FC              | 7      | 1         | 5    | 16       | 19        | 52          | -33        |

(* Sligo Rovers a été sanctionné de deux points en moins)

## Source
- (en) Alex Graham, Football in the Republic of Ireland : a Statistical Record 1921–2005, Soccer Books Ltd, novembre 2005, 142 p. (ISBN 978-1862231351).